# St.-Altfrid-Kirche (Essen)

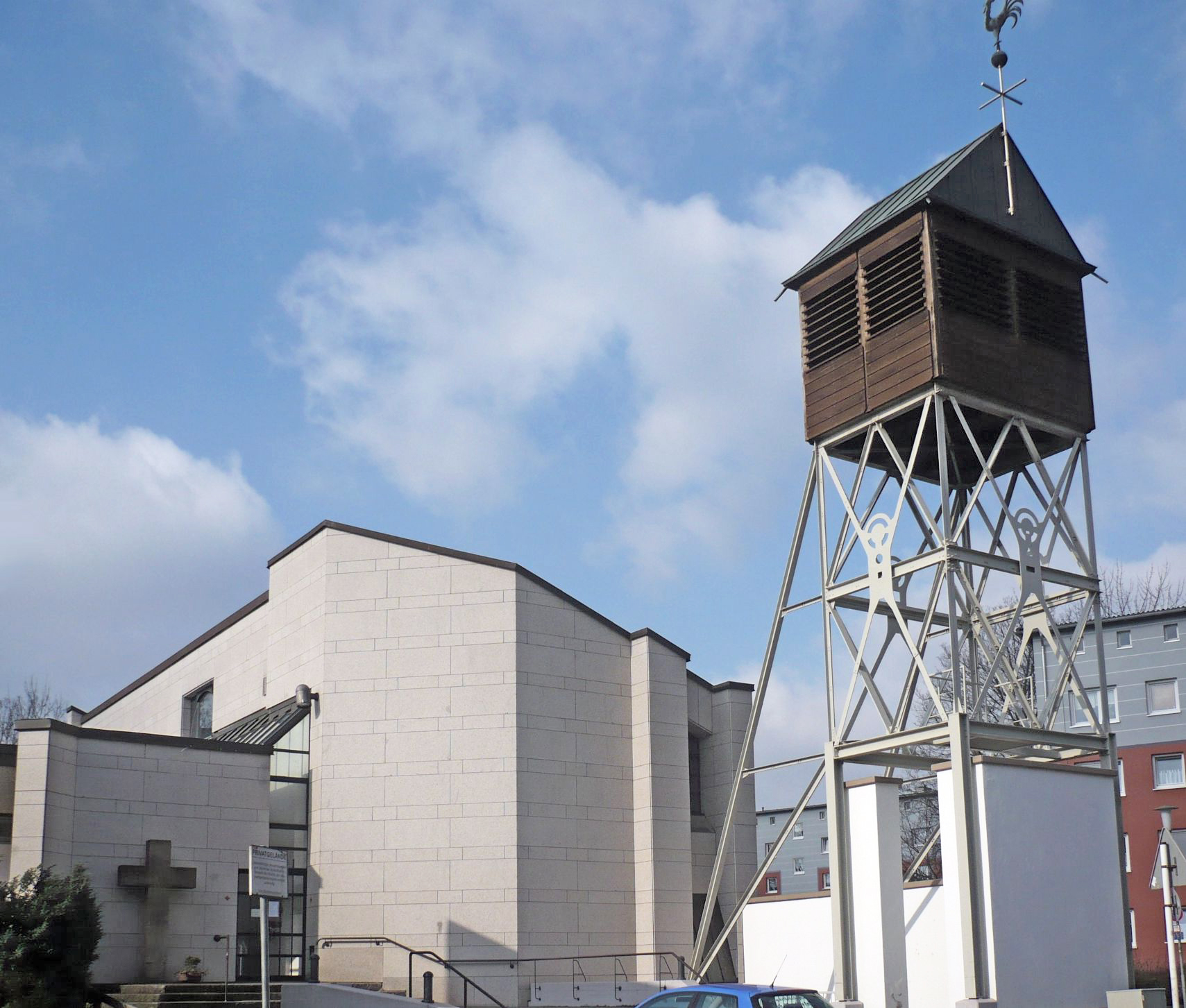
St.-Altfrid-Kirche mit Kirchturm

Die St.-Altfrid-Kirche ist eine 1985 errichtete katholische Filialkirche im Essener Stadtteil Freisenbruch. Namensgeber ist der heilige Altfrid, einer der Bistumspatrone des Bistums Essen und durch die Gründung des Essener Frauenstifts Gründer der Stadt Essen. Zum Zeichen des damaligen Zechensterbens lehnt sich der Kirchturm bewusst an die Konstruktion eines Fördergerüstes an.

## Geschichte

### Kirchenbau
1971 wurde das Seelsorgezentrum St. Altfrid auf dem Grund des Bauern Schulte-Vieting errichtet. Vormals sollte die Kirche auf einem ehemals gegenüberliegenden Parkplatz (heute Vitushaus) errichtet werden. Aus Kostengründen einigte man sich mit dem Bistum Essen auf eine kleinere Lösung.
Nach einem Gottesdienst am 16. August 1984, konnten mit dem ersten Spatenstich die Baumaßnahmen zur St.-Altfrid-Kirche begonnen werden, so dass am 2. Februar 1985 schließlich planungsmäßig der Grundstein gelegt wurde. Dieser besteht aus massivem Sandstein, dem Altfrid-Monogramm, der Jahreszahl 1984 und befindet sich noch heute gut sichtbar in der Nähe des Altars.
Am 21. Mai 1985 wurde das Richtfest gefeiert, der Richtkranz gesegnet und mit einem Baukran über die künftige Altfridkirche gehievt.
Seit 1978 existiert ein gleichnamiger Pfadfinderstamm der DPSG in den Jugendräumen der Gemeinde.

### Kirchenschließung 2020
Nach dem letzten Gottesdienst am 28. März 2020 wird die Kirche geschlossen.

## Ausstattung

### Kirchturm
Die Idee der damaligen Gemeinde war es, im Zeichen der Zechenschließungen, ein Fördergerüst als Kirchturm zu erwerben. Allerdings stellte man schnell fest, dass Abbau, Transport und Wiederaufbau zu teuer würden und des Weiteren die Statik nicht stimme. Man entschied sich aufgrund dieser Tatsachen und einer Spende von Franz Kardinal Hengsbach in Höhe von 10.000 DM für eine kostengünstigere Neukonstruktion. Dazu musste das Fundament mit viel Stahl erweitert werden. Bei großem Medienaufgebot wurde der Kirchturm schließlich auf zwei Tiefladern am 28. Januar 1987 geliefert.
Der Turm soll nun an die Vergangenheit des Ruhrgebiets erinnern und der Hahn die Wachsamkeit und unsere mögliche Untreue (Petrus) symbolisieren.

### Altfridkreuz
Mit einer Höhe von 2,7 Metern und einem Wert von damals 3.850 DM, steht heute ein Kreuz aus Buntsandstein neben dem Haupteingang der Kirche. Eingraviert sind das Altfrid-A sowie der Text „Errichtet im Jahr des Hl. Altfrid 874-1974. Heiliger Altfrid, bitte für uns.“. Als Entwurfsvorlage diente ein germanisches Steckkreuz, so wie es auf der Grabplatte des Bilo 10. Jahrhundert im Kreuzgang des Essener Münsters vorgezeichnet war.
Das Altfrid-A stammt von Bischof Franz Kardinal Hengsbach, welches er in die Planzeichnung einband.